# X̌
Cette page contient des caractères spéciaux ou non latins. S’ils s’affichent mal (▯, ?, etc.), consultez la page d’aide Unicode.
X̌ (minuscule : x̌), appelé X caron ou X hatchek, est une lettre latine utilisée dans l’écriture du colville-okanagan, du makah, du wakhi et du lushootseed, ou dans la romanisation du pachto[Lesquels ?].
Elle est composée de la lettre X diacritée d'un caron.

## Représentations informatiques
Le X caron peut être représenté avec les caractères Unicode suivants :
- décomposé (latin de base, diacritiques) :

| formes    | représentations | chaînes de caractères | points de code | descriptions                                |
| --------- | --------------- | --------------------- | -------------- | ------------------------------------------- |
| capitale  | X̌               | X◌̌                    | U+0058 U+030C  | lettre majuscule latine x diacritique caron |
| minuscule | x̌               | x◌̌                    | U+0078 U+030C  | lettre minuscule latine x diacritique caron |